# Sealed with a Kiss
Sealed with a Kiss é o título de uma canção escrita por Peter Udell e Gary Geld. Foi primeiramente gravada pelo grupo The Four Voices em 1960 como single, mas não obteve sucesso.
Em 1962, Brian Hyland, que gravou diversas músicas de Udell e Geld, regravou a canção. O single interpretado por Hyland foi um sucesso, alcançando o 3º lugar na Billboard Hot 100 e na UK Singles Chart. Relançada em 1975, a gravação ficou em 7º lugar no Reino Unido. Hyland também gravou uma versão em alemão. A versão alemã, "Einen Sommer Lang", também foi gravada pela cantora belga Dana Winner . No mesmo ano, uma versão italiana, sob o título "Sigillata Con Un Bacio", foi gravada por Luigi Fiumicelli.
Gary Lewis & the Playboys também gravaram uma versão Sealed with a Kiss em 1968. Esta versão cover ficou em 19º lugar na Billboard e foi incluída no topo da Hot 100.
Uma terceira versão Top 40 do Hot 100 veio em 1972, quando Bobby Vinton lançou sua versão do single, repetindo a posição obtida 4 anos antes na parada de sucessos da Billboard. Esta versão também situou-se no topo na parada da Hot Adult Contemporary Tracks.
Outra versão de Sealed With a Kiss seria gravada em 1978, por Jim Capaldi, sendo a segunda faixa do LP The Contender, lançado pela gravadora britânica Polydor.
Em 1989, o cantor australiano Jason Donovan chegou ao topo das paradas britânicas por duas semanas com a sua versão. Ele incluiu essa gravação em seu álbum de estreia, Ten Good Reasons. Donovan regravou a canção em 2008 para o álbum Let It Be Me. A versão brasileira da música, "Quatro Semanas de Amor," foi gravada por Luan e Vanessa em 1990 e incluída na trilha sonora da novela Gente Fina (1990), da Rede Globo, servindo como tema de Gil Vicente, personagem interpretado por Marcos Breda.

## Versões cover
- Brian Hyland (1962), primeira versão do hit; alcançou a terceira posição na lista Hot 100 da Billboard e da UK Singles Chart.
- Les Chats Sauvages (1962); versão em francês, sob o título "Derniers Baisers" ("Last Kisses"), Pathé Marconi EA631.
- The Lettermen (1965), para seu álbum Hit Sounds of The Lettermen e também B-side de "Theme from A Summer Place".
- Gary Lewis & the Playboys (1968): 19º posto na lista da Billboard e no topo da Hot 100.
- The Toys (1968).
- Bobby Vee (1968) para seu álbum Just Today.
- Gábor Szabó (1969).
- Bobby Vinton: 19º posto na parada de sucessos da Billboard e no topo da Billboard.
- Lin Ying (林櫻), cantora de Cingapura, em seu álbum de LP The Best Of Lin Ying & The Prinstar Punchers;
- Nektar (1972); mais tarde lançado em versão deluxo do álbum A Tab in the Ocean;
- Brian Hyland (1975) re-lançamento de seu single de 1962, estabeleceu no Reino Unido em # 7;
- Jim Capaldi (1978), para seu álbum The Contender;
- Mud (1982);
- Surf Punks (1982) para seu álbum Locals Only;
- Jason Donovan (1989) ficou no topo das paradas britânicas por duas semanas; incluído no seu álbum de estréia, Ten Good Reasons.
- Prudence Liew (1989) em cantonês, sob o título  "Someone",  um single de seu álbum Jokingly Saying.
- Luan e Vanessa (1990) sob o título "Quatro Semanas de Amor", composta por Carlos Colla.
- Samuel Hui (1990).
- The Shadows (1990) para seu álbum Reflection.
- The Flaming Groovies (1992).
- Albert West (1993).
- Andreas Tsoukalas (1994), em grego, sob o título "Antio" para seu álbum (LP e CD) Mia kainouria mera on LYRA Records (Grécia).
- J.M.K.E (1998) sob o título "Jason Donovani munn" ("Jason Donovan's Prick"), uma versão punk rock em estoniano[7]
- LAZY (1998), no seu álbum de reunião Happy Time.[8]
- Pedro & Thiago (2003), sob o título "Quatro Semanas de Amor", para o álbum homônimo.
- Agnetha Fältskog (2004) para seu álbum My Colouring Book.
- Laurent Voulzy (2006) para seu álbum La Septième Vague.
- Jason Donovan (2008) regravado para seu álbum Let It Be Me.
- Chris de Burgh (2008) para seu álbum Footsteps.
- Sampa Crew (2016) Quatro Semanas de Amor, álbum Soul Brasil.
- Tarcísio do Acordeon (2021) Quatro Semanas de Amor, álbum Só Resta Beber.